# Дрляча, Боро
Борислав «Боро» Дрляча (серб. Borislav „Bora“ Drljača / Борислав "Боро" Дрљача; 29 августа 1941 — 11 октября 2020, Белград) — югославский боснийский и сербский фолк-певец.

## Краткая биография
Родился в 1941 году в оккупированной Боснии, в годы Второй мировой войны. Мать Стоя умерла вскоре после родов, отец Бранко после войны женился на другой женщине. Профессиональным певцом Боро стал в 1973 году, дебютировав на эстраде с песней „Sarajevo divno Mesto“ (серб. Сараево — прекрасный город). Наиболее известен по песням «Ne namiguj na me tuđa ženo» (серб. Не подмигивай мне, чужая жена) и «Plači, mala, plači» (серб. Плачь, малыш, плачь).
В 1990-х годах в разгар югославских войн его песни не передавали по радио и телевидению: в Боснии этого не делали из-за его национальности, в Сербии этого не делали по причине его проживания в Боснии. Сам Боро считает эти годы худшими в своей жизни.
Дрляча вдовец, у него есть двое детей. Жил в Белграде. Умер 11 октября 2020 года.

## Дискография
- 1973 – Sarajevo divno Mesto
- 1974 – Za Ljubav Tvoju
- 1975 – Ti si sve sto zelim
- 1976 – Krajisnici gde cemo na prelo
- 1978 – Pjevaj mi, pjevaj sokole
- 1980 – Boro i Gordana Runjajic
- 1981 – Bora Drljača
- 1982 – Jugosloven
- 1984 – Nas Dvoje Veze Ljubav
- 1985 – Hitovi Jugodisk BDN 0661
- 1985 – Čovjek sam iz naroda
- 1986 – Pjevaj Srce
- 1988 – Ala vera majstore
- 1990 – Ko te uze zlato moje
- 1990/91 – Krajino, Krajino
- 1991 – Ja sam čovek za tebe
- 1991 – Nedam Krajine
- 1995 – Nema raja bez svog zavicaja
- 1996 – Krajišnik sam ja
- 1998 – Sine Sine
- 1999 – Raca II
- 2002 – Car Ostaje car
- 2004 – Bora Drljaca Uzivo
- 2004 – Stari vuk
- 2007 – Brbljivica